# Hotel Polski
Hotel Polski was een hotel in de Poolse hoofdstad Warschau. Het hotel ligt in het centraal gelegen stadsdeel Śródmieście. Hotel Polski geniet vooral bekendheid vanwege de rol die het speelde in de Tweede Wereldoorlog. Duizenden ondergedoken Joden vonden hun weg naar het hotel op basis van het het gerucht dat daar paspoorten van neutrale Zuid-Amerikaanse landen te koop waren, waarmee zij veilig naar het buitenland konden vertrekken. Het gerucht was door de Gestapo de wereld in geholpen met als doel om zo veel mogelijk ondergedoken Joden op te sporen. Het grootste deel van hen vond de dood.

## Achtergrond
Hotel Polski was gevestigd in een oud herenhuis dat dateert uit de 17e eeuw. Rond 1808 werd het in gebruik genomen als hotel. Van 1816 tot 1819 vond er een grote renovatie plaats. Hotel Polski brandde tijdens de Opstand van Warschau in 1944 bijna volledig af. In 1949 werd het herbouwd, waarbij alleen de voorgevel in oorspronkelijke stijl werd hersteld. Het gebouw was jarenlang de zetel van het hoofdbestuur van de Poolse metaalbewerkersvakbond. In 1965 kreeg het de status van cultureel erfgoed. Tegenwoordig zijn er appartementen en kleine bedrijfjes in gevestigd. Op de begane grond bevindt zich een restaurant.

## Tweede Wereldoorlog
Het getto van Warschau was een verzamelplek waar een half miljoen Joden door de nazi's werden samengebracht. Vandaar uit – als ze niet al eerder de dood hadden gevonden – werden zij overgebracht naar de Duitse vernietigingskampen. De laatste groep achterblijven kwam in april 1943 in opstand. De gevechten, waarbij het volledige getto in as werd gelegd, duurden bijna een maand. Veel Joden wisten te ontsnappen en hielden zich in Warschau en omgeving verborgen.
Tegen het einde van 1941 stuurden twee Joodse organisaties vanuit Zwitserland, daarbij geholpen door Poolse diplomaten en consuls van verschillende Zuid-Amerikaanse landen ,documenten naar Joden die in het Getto van Warschau woonden. Daaruit moest blijken dat zij over een buitenlandse nationaliteit beschikten. Vaak waren de geadresseerden al overleden op het moment dat de documenten werden bezorgd. Ook werd veel post onderschept door de Gestapo. 
Samen met verschillende Joodse collaborateurs, de twee bekendste waren Leon Skosowski en Adam Żurawin, ontwikkelden de Duitsers een plan om zo veel mogelijk ondergedoken Joden alsnog in te rekenen. Het gerucht werd verspreid dat de bezetter geneigd was om Joden met een paspoort van een neutraal land toestemming te geven om uit het generaal-gouvernement te vertrekken. Door diezelfde collaborateurs werd het gerucht verspreid dat buitenlandse paspoorten van landen als Paraguay, Honduras, El Salvador, Peru en Chili werden verkocht, aanvankelijk in Hotel Royal aan de Chmielna-straat en later in Hotel Polski. Joden waren bereid extreme bedragen te betalen voor zo'n paspoort, soms oplopend tot het equivalent van meer dan een miljoen Amerikaanse dollar.
Rond de vijfentwintighonderd Joden – sommige schattingen lopen gaan uit van drieënvijftighonderd – kwamen naar Hotel Polski. Het Poolse verzet verklaarde dat het waarschijnlijk ging om een val, maar veel mensen sloegen die waarschuwing in de wind. De eerste groep van een paar honderd Joden werd overgebracht naar een gevangenenkamp in het Franse Vittel. Latere groepen werden op transport gezet naar concentratiekamp Bergen-Belsen. De laatste vierhonderdtwintig bewoners van Hotel Polski werden op 15 juli 1943 in de Pawiak-gevangenis geëxecuteerd. In september 1943 verklaarden de Duitse autoriteiten dat de meeste paspoorten van de Joden in Vittel waren vervalst of niet werden erkend door de Zuid-Amerikaanse landen. Het grootste deel van hen werd overgebracht naar Auschwitz en vond daar de dood. Het lot was alleen een groep van een paar honderd personen met documenten voor Palestina goedgezind. Zij werden uitgewisseld tegen Duitse gevangenen uit Palestina. 
Onder de slachtoffers uit de Hotel Polski-affaire waren de dichter Itzhak Katzenelson, de Jiddische schrijver Yehoshua Pere, verzetsleider Menachem Kirszenbaum en waarschijnlijk de danseres Franceska Mann.